# 帕维尔·阿尔捷米耶夫
帕维尔·阿尔捷米耶维奇·阿尔捷米耶夫（俄語：Павел Артемьевич Арте́мьев，1897年12月17日（29日）—1979年3月19日）苏联的军人、上将，1953年拉夫连季·贝利亚被捕后，免去莫斯科军区司令，派往乌拉尔军区担任副司令。

## 生平
1897年，出生于农民家庭。1918年，加入苏军。1920年，入党。1925年，毕业于高级边防学校。1926年，任内务人民委员部部队学校校长。1938年，毕业于伏龙芝军事学院，任内务人民委员部独立师师长。
1941年，任内务人民委员部作战部队总局局长。1949年，任莫斯科军区司令。1953年，被贬乌拉尔军区副司令。1960年，退役。1979年，去世。